# Казанда (село)
Казанда — упразднённое село в Алтайском районе Алтайского края. На момент упразднения входило в состав Беловского сельсовета. Исключено из учётных данных в 2000 г.

## География
Располагалось в горном Алтае, на реке Казанда, в 10 км (по прямой) к юго-востоку от села Тоурак.

## История
Основано в 1830 году. В 1926 году посёлок Казанда состоял 18 хозяйств. В административном отношении входил в состав Ускучанского сельсовета Алтайского района Бийского округа Сибирского края. 
Исключено из учётных данных в 2000 г.

## Население
В 1926 году в посёлке проживало 80 человек (40 мужчин и 40 женщин), основное население — алтайцы